# Прапор Миргородського району
Пра́пор Миргоро́дського райо́ну — офіційний символ Миргородського району Полтавської області, затверджений 17 грудня 2003 року рішенням сесії Миргородської районної ради.

## Опис
Прапор являє собою прямокутне блакитне полотнище зі співвідношенням сторін 2:3, у центрі якого зображено жовтий лапчастий хрест та біла восьмипроменева зірка під ним.